# 고바야시 다카유키

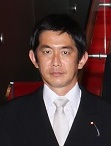

고바야시 다카유키(小林鷹之, 1974년 11월 29일 ~ 일본 지바현 이치카와시)는 일본의 정치인이며 자유민주당 소속의 중의원 (4선)이다. 지역구는 지바현 제2구이다.

## 역대 선거 결과
|  | 40.34% |

|  | 54.23% |

|  | 48.81% |

|  | 62.04% |